# Gröbschütz
Gröbschütz ist ein Ortsteil der Gemeinde Seelitz im sächsischen Landkreis Mittelsachsen. Er wurde mit seinem Ortsteil Zschauitz am 1. März 1974 nach Seelitz eingemeindet.

## Geographie

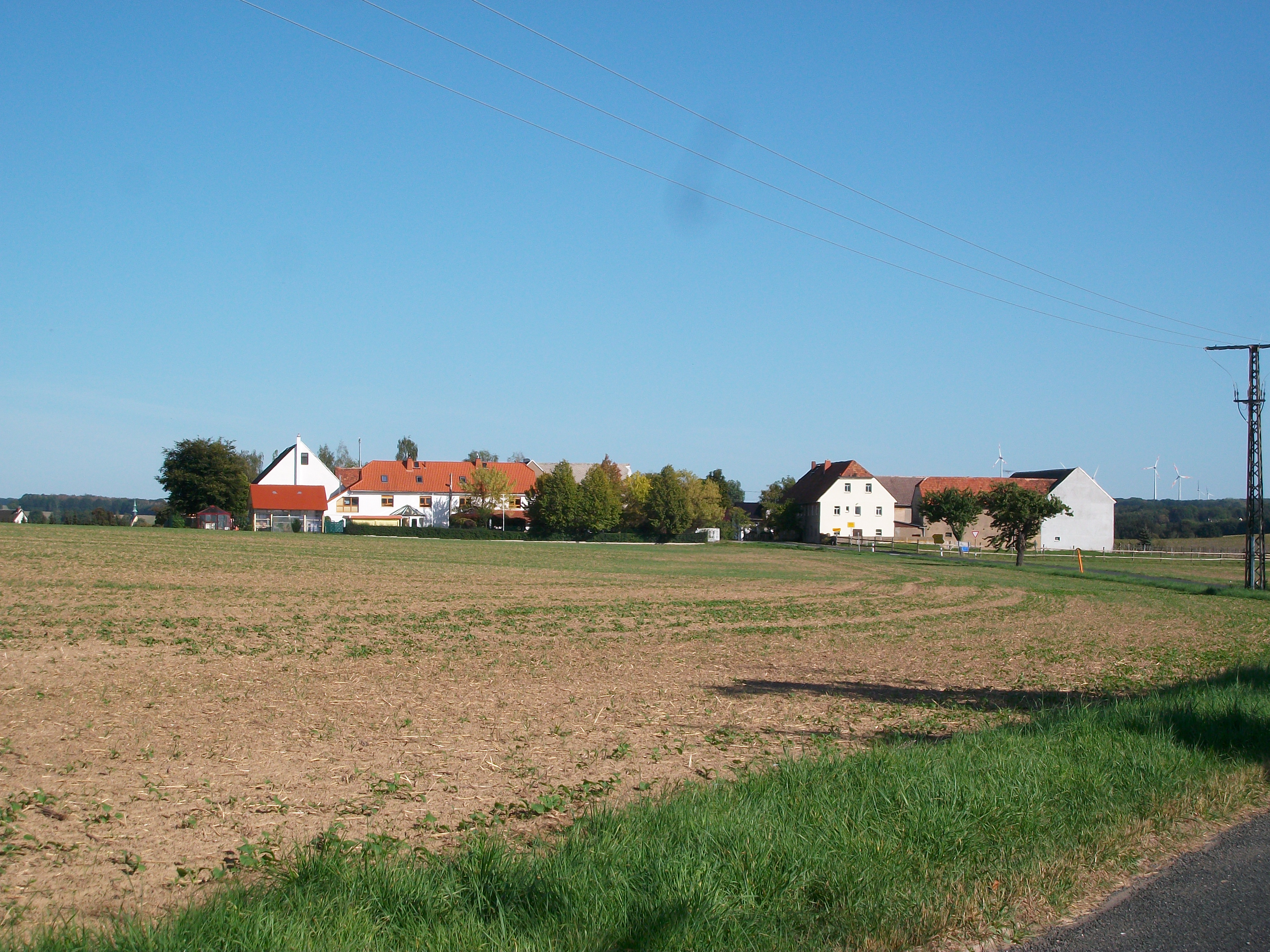
Ortsansicht von Gröbschütz

### Geographische Lage
Gröbschütz liegt im Osten der Großgemeinde Seelitz. In der nördlichen Ortsflur befindet sich der unbewohnte Teil des Wohnplatzes Obstmühle im Tal des Aubachs.

### Nachbarorte
|                        | Sachsendorf                                 | Milkau (Großmilkau) |
| Zschauitz              | Kompassrose, die auf Nachbargemeinden zeigt | Milkau (Schönfeld)  |
| Städten (Kleinstädten) | Zetteritz                                   | Gepülzig            |

## Geschichte
Grobschütz wurde im Jahr 1325 als „Grobschicz“ erwähnt. Bezüglich der Grundherrschaft gehörte der Ort um 1548/51 anteilig dem Rat zu Rochlitz, der Pfarre zu Rochlitz, dem Rittergut Gepülzig und dem Rittergut Kleinmilkau. Nach 1764 bis 1856 gehörte Grobschütz anteilig zum Rittergut Gepülzig und direkt als Amtsdorf zum kursächsischen bzw. königlich-sächsischen Amt Rochlitz. Kirchlich gehört Gröbschütz seit jeher zur Kirchgemeinde Seelitz. Bei den im 19. Jahrhundert im Königreich Sachsen durchgeführten Verwaltungsreformen wurden die Ämter aufgelöst. Dadurch kam Gröbschütz im Jahr 1856 unter die Verwaltung des Gerichtsamts Rochlitz und 1875 an die neu gegründete Amtshauptmannschaft Rochlitz.
Der Nachbarort Zschauitz wurde am 1. Juli 1950 nach Gröbschütz eingemeindet. Durch die zweite Kreisreform in der DDR im Jahr 1952 wurde die Gemeinde Gröbschütz dem Kreis Rochlitz im Bezirk Chemnitz (1953 in Bezirk Karl-Marx-Stadt umbenannt) angegliedert. Am 1. März 1974 wurde der Ort in die Gemeinde Seelitz eingemeindet. Als Ortsteil der Gemeinde Seelitz kam Gröbschütz im Jahr 1990 zum sächsischen Landkreis Rochlitz, der 1994 im neu gebildeten Landkreis Mittweida bzw. 2008 im Landkreis Mittelsachsen aufging.